# Liste der Monuments historiques in Lonny
Die Liste der Monuments historiques in Lonny führt die Monuments historiques in der französischen Gemeinde Lonny auf.

## Liste der Objekte
| Bezeichnung        | Beschreibung                                           | Standort                     | Kennzeichnung | Schutzstatus | Datum | Bild |
| ------------------ | ------------------------------------------------------ | ---------------------------- | ------------- | ------------ | ----- | ---- |
| Linker Seitenaltar | Altartisch und Retabel; Stein, Marmor, 17. Jahrhundert | in der Kirche St-Rémi (Lage) | PM08000299    | Classé       | 1911  |      |